# David Rittenhouse
David Rittenhouse (8 de abril de 1732 – Filadélfia, 26 de junho de 1796) foi um astrônomo e matemático estadunidense, o primeiro diretor da Casa da Moeda dos Estados Unidos.

## Formação e carreira
Aos 19 anos de idade abriu uma casa de comércio para instrumentos científicos. Foi fabricante de relógios.
Foi um dos primeiros a construir um telescópio nos Estados Unidos.
De 1779 a 1782 foi professor de astronomia na Universidade da Pensilvânia. Em 1782 foi eleito membro da Academia de Artes e Ciências dos Estados Unidos. De 1792 a 1795 foi diretor da Casa da Moeda dos Estados Unidos.